# Titanatemnus tanensis
Titanatemnus tanensis es una especie de arácnido del orden Pseudoscorpionida de la familia Atemnidae.

## Distribución geográfica
Se encuentra en Somalia y Kenia.